# 沃滕威文

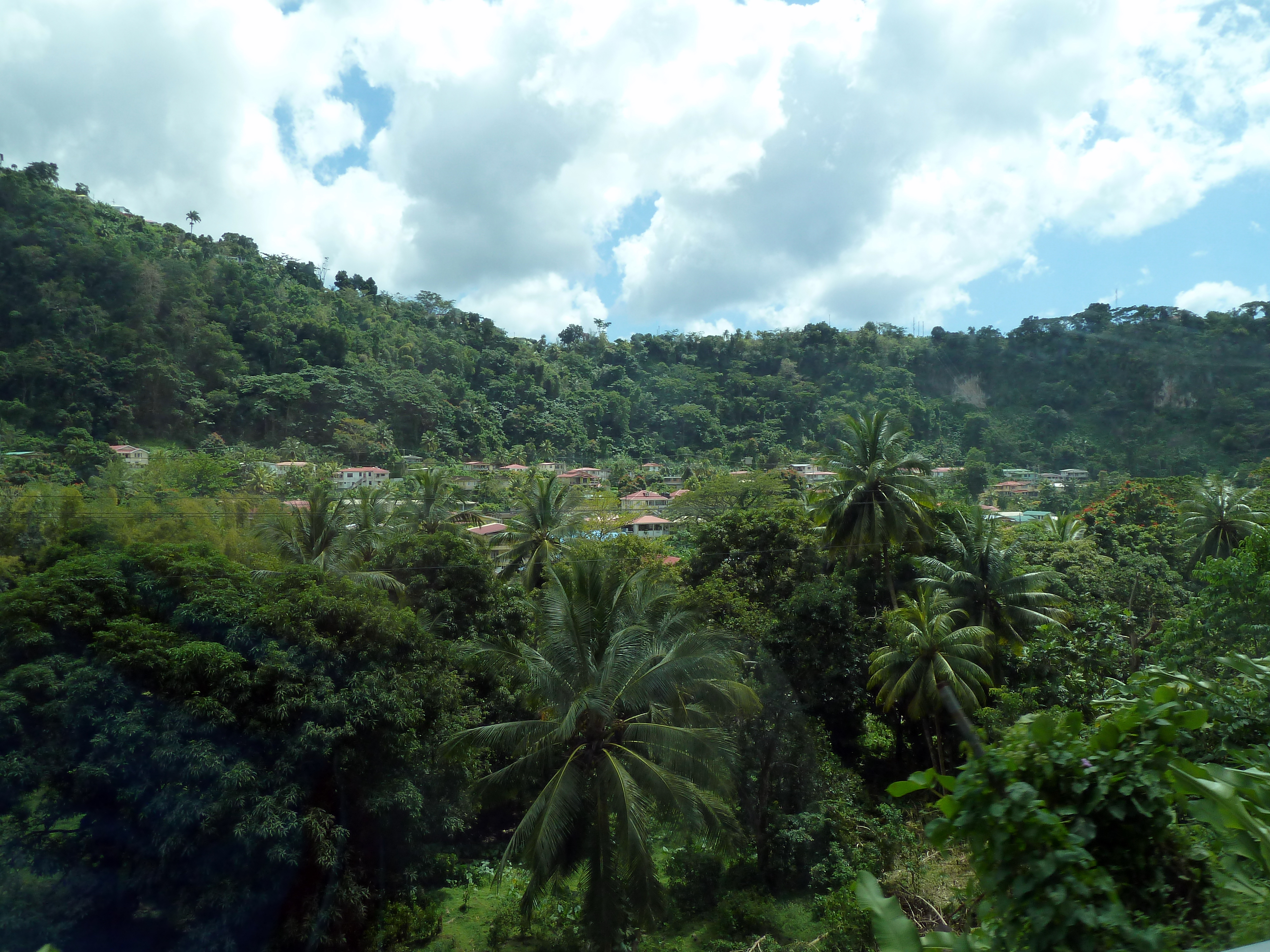

沃滕威文（Wotten Waven）是加勒比海岛国多米尼克罗索峡谷地区的一个内陆村庄。由圣乔治区负责管辖，2001年人口226人。
15°19′11″N 61°20′20″W / 15.31972°N 61.33889°W